# Ulrich Junius

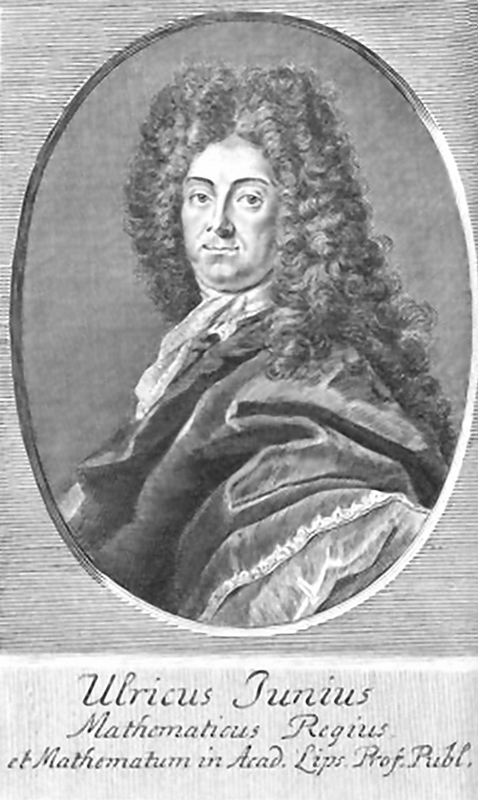
Ulrich Junius

Ulrich Junius (auch: Ulrich Juni; * 17. Oktober 1670 in Ulm; † 20. März 1726 in Leipzig) war ein deutscher Astronom, Geograph und Mathematiker.

## Leben
Junius war der Sohn des Webermeisters Georg Juni, der aus Tirol stammte und sich 1638 in Schwaben angesiedelt hatte. Nachdem er die Schule seines Geburtsortes besucht hatte, bezog er das dortige Gymnasium und studierte ab 1694 an der Universität Jena. Seine Lehrer waren hier besonders die Mathematiker Erhard Weigel (1625–1699) und Georg Albrecht Hamberger (1662–1716). 1697 wechselte er an die Universität Leipzig, um sich bei Christoph Pfautz (1645–1711) vor allem den astronomischen Beobachtungen zu widmen. 1700/01 erwarb er mit der Dissertation De erroribus Astrologorum circa Thema Christi Genthliacum (Leipzig 1701) den akademischen Grad eines Magisters der Philosophie. 1702 wurde er Kollegiat am großen Fürstenkollegium und außerordentlicher Professor der Mathematik.
1705 übernahm er die ordentliche Professur für Mathematik an der Leipziger Hochschule, danach wurde er Hofmathematiker des polnischen Königs und sächsischen Kurfürsten August des Starken. Dieser beauftragte ihn, sich an europäischen Hochschulen weiter zu bilden. Daher trat er 1706 eine Gelehrtenreise durch Deutschland, Frankreich, Holland und England an. Dabei lernte er die Größen der damaligen Zeit kennen, wie Philippe de La Hire, Giovanni Domenico Cassini, Isaac Newton und John Flamsteed, mit denen er fortan im ständigen Briefkontakt stand.
Ende 1708 kehrte er zurück nach Leipzig und setzte seine Arbeit an dem von ihm beschriebenen Kalender fort. Die in der Folge seiner Tätigkeit als Leipziger Hochschullehrer erschienenen Schriften brachten ihm weitreichende Anerkennung ein. So wurde er am 22. September 1723 Mitglied der königlich-preußischen Akademie der Wissenschaften. Auch an der Leipziger Hochschule hatte er ehrenvolle Ämter übertragen bekommen. So kümmerte er sich um die ökonomischen Aufgaben der Leipziger Hochschule, war 1712 Propst der Universitätsdorfschaften und in den Sommersemestern 1712, 1716, 1720 und 1722 Rektor der Alma Mater.

## Familie
Seine Tochter Johanna Wilhelmina († 6. Dezember 1741 in Leipzig) heiratete am 2. Februar 1739 den Naturforscher Johann Ernst Hebenstreit (1702–1757). Sie starb sieben Tage nach der Geburt von Sohn Georg Ernst Hebenstreit (* 30. November 1741 in Leipzig; † 1781 ebenda). Des Weiteren sind seine Söhne Ludwig Wilhelm Junius, Friedrich August Junius und Johann Friedrich Junius bekannt.

## Werke (Auswahl)
- De visu. Ulm 1694
- De Mercurio sub sole videndo. Leipzig 1697
- Mercurius in sole videndus sive Calculus rari hujus phaenomeni Anno MDCXCVIII d. XXIV. Octob. Stil. Veter. Apparituri secundum praecipuorum maxime vero recentiorum autorum tabulas, cui accedit Calculus instantis eclipaeos lunae partialis Die 19. Octob. Anni hujus currentis Astronomia reum coelestium studiosis geographis aliisque currentis Astronomis rerum coelestium studiosis geographis aliisque curiosis communicatas a Ulrico Juni, Ulmens. Leipzig 1697
- Ulrici Junii Novae et accuratae motuum coelestium ephemerides ad annum …Leipzig 1702
- Divino favente nvmine ad orationem avspicatoriam …Leipzig 1702
- De principe mathematoricum Jo. Kepplero in scriptis editis atque ineditis. Leipzig 1711
- Elogium Jo. Keppleri, ortu Wurtembergici, continens. Leipzig 1711
- Diss. De Erroribus Astrologum circa Thema Christi genthiliacum.
- Programmata de Calculo Paschili.
- Progr. De maleficis et mathematicis. Leipzig 1715